# Dörnye
Dörnye (horvátul: Drnje) falu és község Horvátországban, Kapronca-Kőrös megyében. Közigazgatásilag Botovo és Torčec települések tartoznak hozzá.

## Fekvése
Kaproncától 9 km-re északkeletre a Drávamelléken, a Dráva jobb partján fekszik.

## Története
A régészeti leletek tanúsága szerint területén már az újkőkortól fogva éltek emberek. A középkorban Dörnye a szentgyörgyi, majd a kaproncai uradalom része volt. Plébániáját 1501-ben az egyházi vizitáció során említik először, amikor a plébánia székhelyét Torčecről ide helyezték át. A fokozódó török veszély a 16. században a lakosság egy részét menekülésre kényszerítette és a terület a végvári rendszer vonalába került. A török 1532-ben a Bécs elleni hadjárat során, majd 1552-ben a Szlavónia és Stájerország ellen vezetett hadjárat alkalmával is feldúlta ezt a vidéket. Ezt követően a lakosság védelmére vár építését határozták el itt, melynek első írásos említése 1572-ből származik. A vár 1576-ban a környező várakkal együtt a kaproncai várkapitány alárendeltségébe került. Egy évvel később a várban 50 főnyi horvát helyőrség állomásozott, de erősítésként még 20 német katonát kértek. Remetinec, Rasinja, Ludbreg, Novigrad, Dörnye, valamint a Kapronca és Topolovec közötti várkastélyok megerősítéséhez ráfordításként összesen 16000 forintot javasoltak. A horvát szábor 1578-as brucki ülésén a dörnyei erősséget kis várnak mondják, mely tulajdonképpen őrtorony, melyet palánkkal és sáncokkal kell megerősíteni. Erre a célra a szlavón rendeknek 500 forintot kellett biztosítania.
A munkák még el sem kezdődtek, amikor 1578 augusztus 17-én a berzencei, a babócsai és a barcsai török erősségek 600 főnyi végvári katonája átkelve a Dráván megrohanta és felégette a dörnyei várat. Az 1580-ban Károly főherceg által kiküldött állapotfelmérő bizottság a várat igen rossz állapotban találta, melyet ráadásul a Dráva és a Raszinja-patak magas vízállása is veszélyeztetett. Emiatt további megerősítésének nem látták értelmét és új erősség felépítését javasolták egy az áradásoktól távolabbi helyen. Az új vár építése 1586 tavaszára fejeződött be. Őrsége Kapronca és Ludbreg helyőrségével együtt már részt vett egy 1586 szeptemberi török portya visszaverésében és a foglyok kiszabadításában. A határövezet továbbra is nagyon veszélyes volt, amit az is bizonyít, hogy 1589 március elsején Dörnye és Novigrad vára között tíz személy esett török fogságba. Lakosságának száma ekkor nagyon megcsappant. A következő évtizedekben a török veszély még nagyobb lett különösen azután, hogy 1600-ban Kanizsa vára török kézre került. Ezzel Dörnye közvetlenül határos lett a hódoltsági területekkel és jelentősége is megnőtt.
A 17. században a kaproncai uradalom itteni jobbágyai szolgálataik fejében szabadságjogokat élveztek. A 17. század első felében újraalapított plébánia a vidék egyik legnagyobb plébániája lett, a század folyamán számos hozzá tartozó faluban kápolna épült. Dörnye Szent György tiszteletére szentelt kápolnáját 1643-ban említi az egyházi vizitáció, 1649-ben pedig már plébániatemplomot említenek. Ebből arra következtetünk, hogy a plébániát 1643 és 1649 között alapították újra. A török veszély elmúltával fejlődése nagy lendületet kapott. A Dráva itteni átkelőjénél harmincad vámot szedtek. A település a 18. században megkapta az alapvető mezővárosi jogokat, vásárt tarthatott, sóraktára, iskolája és plébánia székhelye volt. A falu lakosságának száma a 18. században ugrásszerűen megnőtt. Jelentőségét a 19. században főként a Dráva gyakori árvizei miatt veszítette el, amikor lakosságának nagy része a folyótól távolabbi, biztonságosabb falvakba települt át. Ekkor veszítette el igazgatási, katonai és gazdasági központ jellegét is, mely a szomszédos Peteranecre és Kaproncára helyeződött át. 1898-ban megalapították Dörnye községet, melyhez Peteranec leválása után a Đelekovectől elcsatolt Torčec és Botovo falvakat csatolták. A 20. század elején, majd a két világháború között is a települést kiegyensúlyozott fejlődés jellemezte. 1920-ig Belovár-Kőrös vármegye Kaproncai járásához tartozott. Ezt követően a Drávamente egyik legfejlettebb települése lett. A második világháború után fejlődése stagnált, majd 1963-ban közigazgatásilag Kaproncához csatolták. A községet 1993-ban alapították újra. 2001-ben a falunak 1140, a községnek  2156 lakosa volt.

## Nevezetességei
- A Kisboldogasszony tiszteletére szentelt római katolikus plébániatemploma 1846-ban épült a korábbi templom helyén. Elődje a Szent György tiszteletére szentelt fatemplom volt, mely a plébánia 1643 és 1649 közötti újraalapításakor plébániatemplom rangjára emelkedett. Ezt, amint az az egyházi vizitációs feljegyzésekből kiderül 1659 és 1663 között még újjáépítették, azonban állaga a 18. század elejére annyira leromlott, hogy új templom építését határozták el. Az új templomon a fennmaradt dokumentumok szerint 1719-ben négy hónapig dolgoztak a varasdi ácsok. 25 méter hosszú és 7 méter széles volt, tornya fából épült. Három oltára volt, a főoltáron Szent György, a mellékoltárokon bal oldalon Szűz Mária, a jobb oldalon Szent Mávra volt látható. 1739-ben Grgur Petras plébános új főoltárt készíttetett és a főoltárra Stjepan Severin körösi szobrász alkotása a Szűzanya szobra került. Ennek előzménye az volt, hogy Mihael Kovačić sekrestyés álmot látott, hogy amennyiben a Szűzanya szobrát helyezik a főoltárra minden bajában vigasztalást talál. A szobor egy neki készített tartóban volt a falra akasztva, mert az új főoltár túl alacsonynak bizonyult a számára. Az 1778-as vizitáció megemlíti, hogy ekkor a templom körül még temető is volt. Amikor háború idején betelt, a halottakat a falutól negyed órára a mező közepén állt Szent Flórián kápolnához temették.
- A plébánia régi épülete 1836-ban épült. 2006-ban Marko Culej varasdi püspök új plébánia alapkövét áldotta meg.
- Az 1789-ben épített sóraktár épületét ma a labdarúgóklub használja.
- A határőrség 1790-ben épített épülete ma közösségi ház.
- Az iskola épülete előtt Franjo Mraz (1910-1981) naiv festőművész emlékműve áll.